# Mac Pro
Der Mac Pro ist die High-End-Personal-Computer-Serie des Unternehmens Apple. Nach dem Wechsel auf x86-Prozessoren von Intel 2006 ersetzt der Mac Pro die zuvor als Power Mac bezeichnete Linie mit den bis dahin genutzten PowerPC-Prozessoren.
Vom 7. August 2006 bis 28. Februar 2013 hatten die Modelle Tower-Gehäuse und waren durch den Benutzer selbst mit RAM-Modulen, Festplatten, PCI-Express-Steckkarten (Grafik, Controller usw.) und optischen Laufwerken einfach erweiterbar. Äußerlich waren die aus Aluminium gefertigten Gehäuse denen der Vorgänger Power Mac G5 ähnlich. Die technischen Unterschiede beider Computer sind jedoch so groß, dass diese zueinander inkompatibel sind.
Seit dem 10. Juni 2013 wurde der Mac Pro in Form eines Zylinders vertrieben, der weit weniger Möglichkeiten für Erweiterungen bietet, dafür aber kleiner ist. Ende 2019 stellte Apple ein neueres Modell vor, welches wieder mehr Möglichkeiten zur Erweiterung bietet. Seit 2023 wird der Mac Pro mit dem Apple M2 Ultra (SoC) ausgeliefert.

## Technische Details
Der Mac Pro wurde erstmals am 7. August 2006 auf Apples WWDC vorgestellt und mit einem oder zwei Intel-Xeon-Prozessoren ausgeliefert. Aufgrund der damals neuen Core-2-basierten Intel-Architektur war der erste Mac Pro laut Apple-Marketing etwa doppelt so schnell wie die vorherige Generation des Power Macs, der auf der PowerPC-Architektur basierte.
Am 8. Januar 2008 wurde eine weitere Revision des Mac Pro mit i5400X-Chipsatz und Xeon-5400-CPUs vorgestellt.
Zwei Jahre später, am 9. August 2010, folgte eine Weiterentwicklung mit einem bzw. zwei Intel-Xeon-Prozessoren, die auf der Nehalem- bzw. Westmere-Architektur basieren. Zum letzten Mal wurde der Mac Pro der 1. Generation am 11. Juni 2012 aktualisiert. Diese Version besitzt bis zu zwei Intel-Xeon-E5645-Prozessoren.
Ab dem 1. März 2013 verkaufte Apple in Europa den Mac Pro vorübergehend nicht mehr, da das Gerät laut Apple die geänderte IEC-Richtlinie 60950-1 nicht erfüllt und für den Verkauf eine Änderung an den Lüftern des Mac Pros nötig wäre.
Am 10. Juni 2013 stellte Apple einen neuen Mac Pro vor. Statt der bisherigen Tower-Form hatte das Gerät nun die Form eines deutlich kleineren, schwarzen Zylinders. Die Hardware ist vom Nutzer, anders als bisher, kaum noch intern erweiterbar. Vom Nutzer konnte nur noch der RAM erweitert oder eine andere Festplatte eingebaut werden. Das Gerät war seit Dezember 2013 erhältlich.
Die nächste Generation des Mac Pro wurde im Jahr 2019 veröffentlicht. Es wurde bereits im Vorfeld angekündigt, dass dieser wieder zu einem modularen System wechselt. Apple stellte in einer News-Mitteilung klar, dass der auf der WWDC 2017 vorgestellte iMac Pro keinesfalls die Mac Pro Reihe ersetzen soll.
Im Jahr 2023 folgte die nächste Generation des MacPro, diesmal basierend auf dem Apple M2 Ultra Chip. Dieser sieht äußerlich dem 2019er Modell ähnlich, verfügt jedoch über eine gänzlich andere Prozessorarchitektur.

## 1. Generation
Unter Mac-Anwendern und in der Fachwelt wird die erste Generation des Mac Pro auch scherzhaft Käsereibe genannt aufgrund der optischen Ähnlichkeit des Frontblechs zu einem solchen Küchengerät. Das aus Aluminium gefertigte Gehäuse ist äußerlich dem des Power Mac G5 sehr ähnlich, der daher bereits den Beinamen Käsereibe erhielt. Im Unterschied zum G5, der auf PowerPC-970-Prozessoren von IBM basiert, arbeitet im Innern des Mac Pro eine Xeon-CPU von Intel. Die Mac Pro Serie ist somit keine Weiterentwicklung der Power Macs. Vielmehr handelt es sich hierbei um eine vollkommen neue Produktlinie mit zueinander inkompatibler Soft- und (teilweise) Hardware.
Um softwareseitig zwischen den am 7. August 2006 aus dem Sortiment genommenen PowerPC- und den neueren Intel-basierenden Macs unterscheiden zu können, wurde zunächst die Bezeichnung „Mac/Intel“ für die neue Produktlinie verwendet. Das war zur Zeit der Umstellung wichtig, da neuere Programme für Mac OS X nur noch auf Mac/Intel liefen. Ab Mac OS X Lion (10.7 aus dem Jahr 2011) wurde die Unterstützung für PowerPC-Applikationen (Rosetta) komplett eingestellt, sodass seither der Zusatz „/Intel“ nicht mehr verwendet wird. Umgekehrt findet sich nun für ganz alte Software gelegentlich die Bezeichnung „Mac OS X/PPC“ oder „Mac OS X/PowerPC“; diese ist nicht auf dem Mac Pro lauffähig.

Mac Pro, Seitenansicht
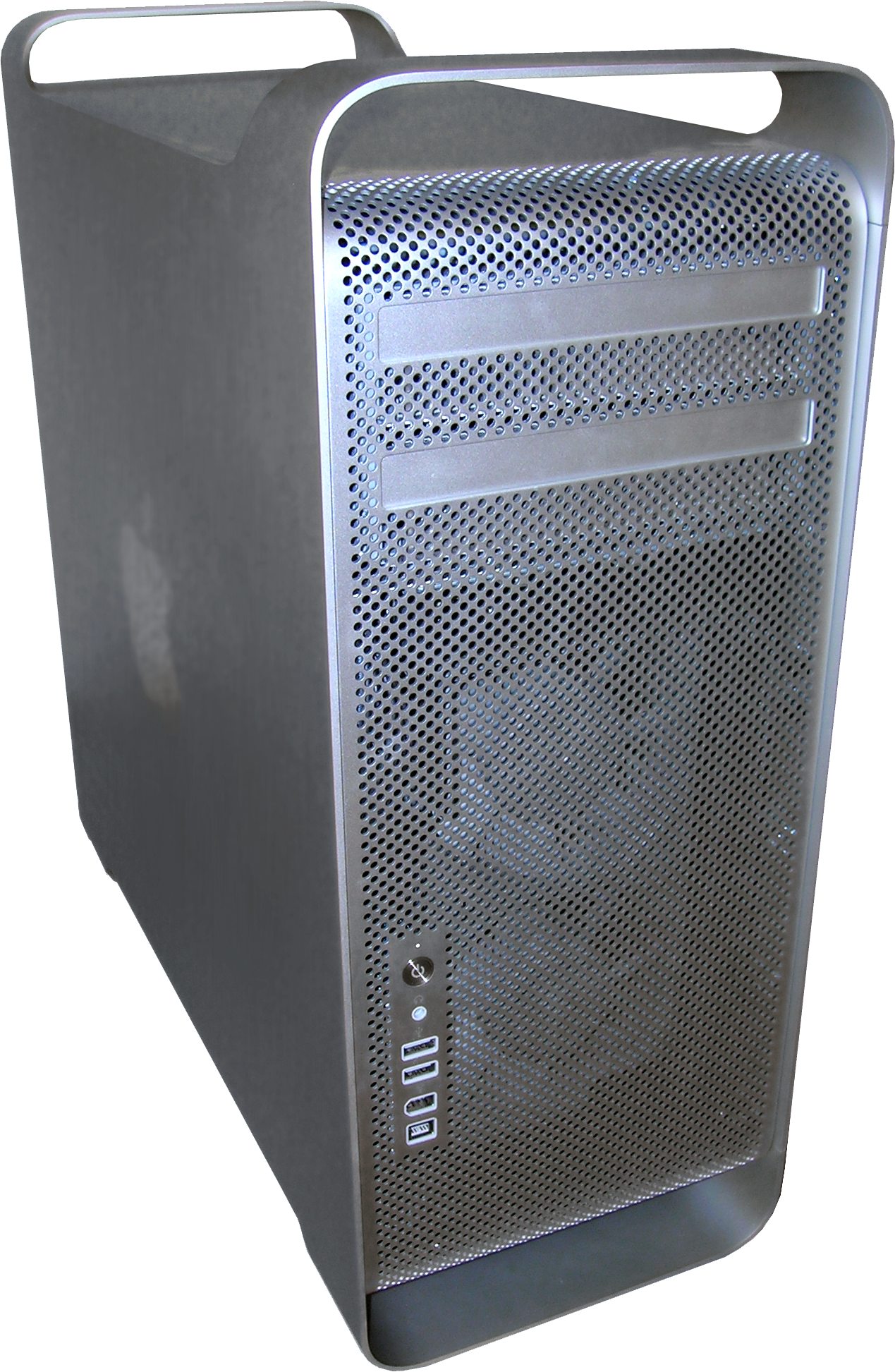
Mac Pro, Front mit Profil
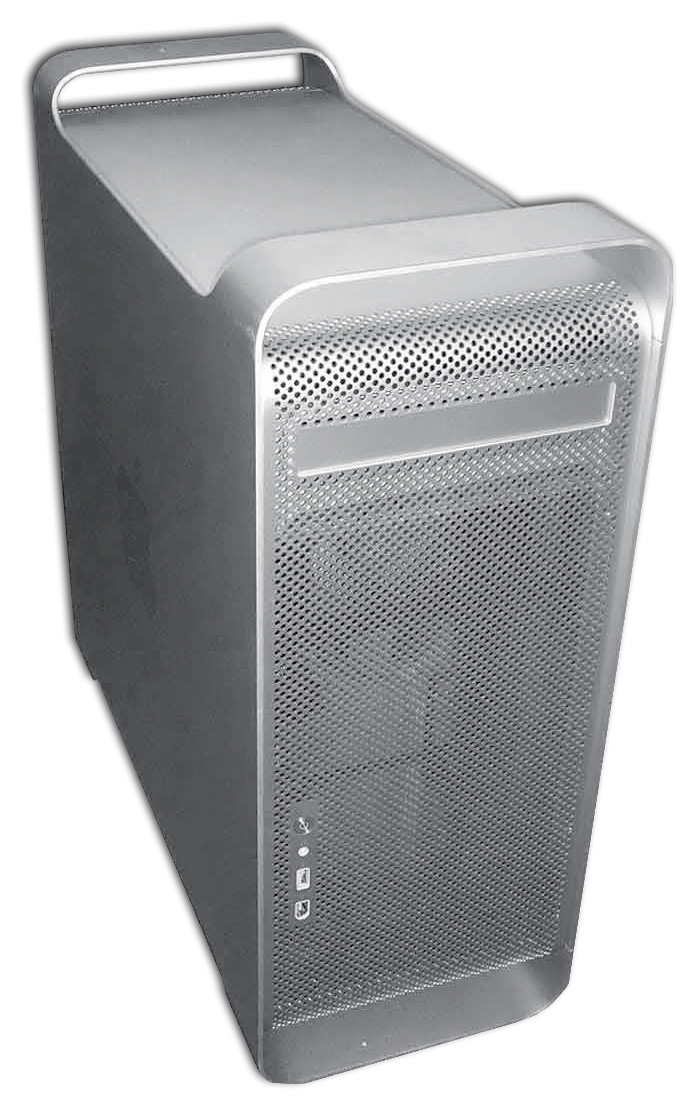
Ein äußerlich ähnlicher Power Mac G5 aus dem Jahr 2006
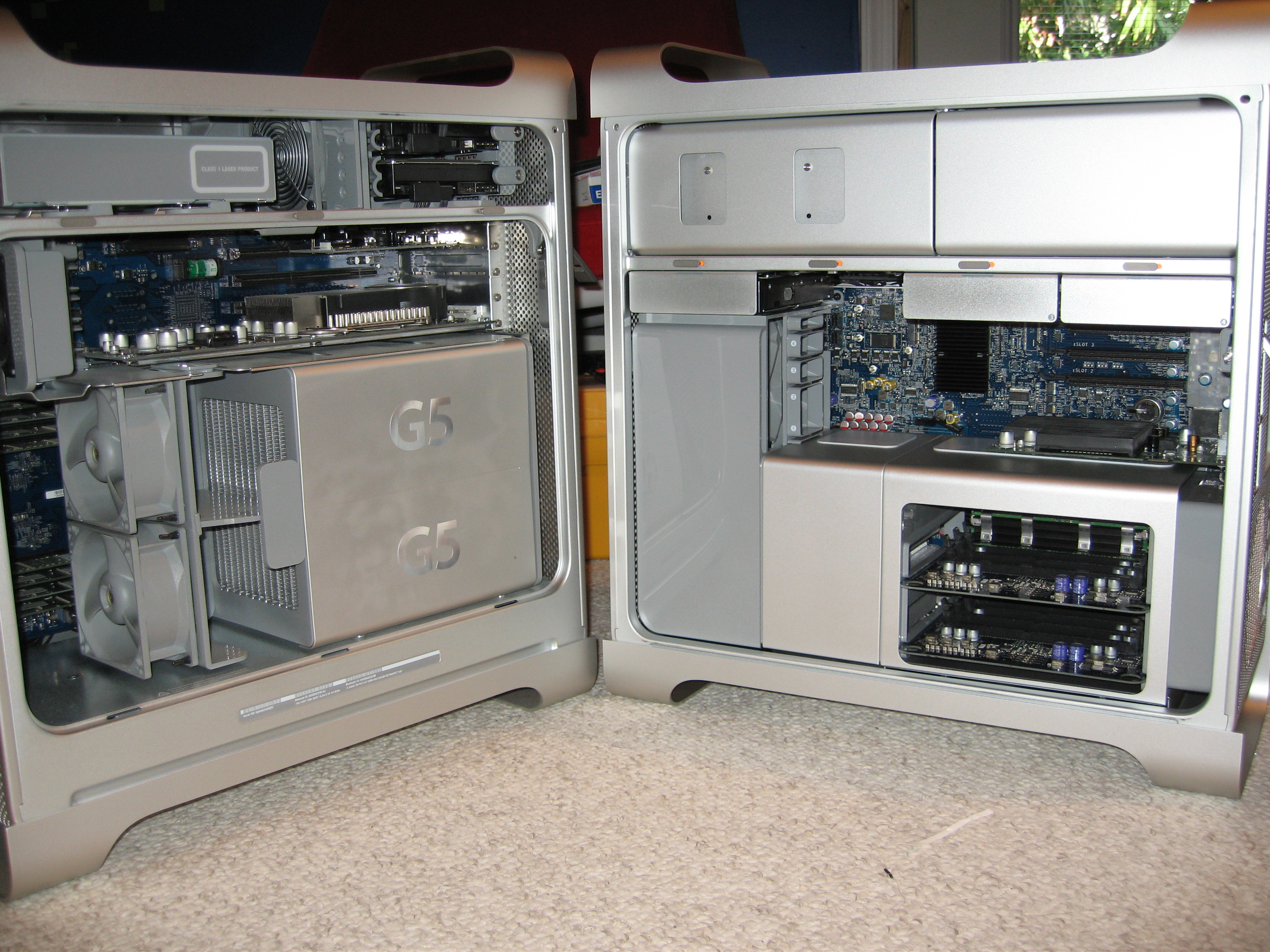
Innenansicht: links Power Mac G5, rechts Mac Pro
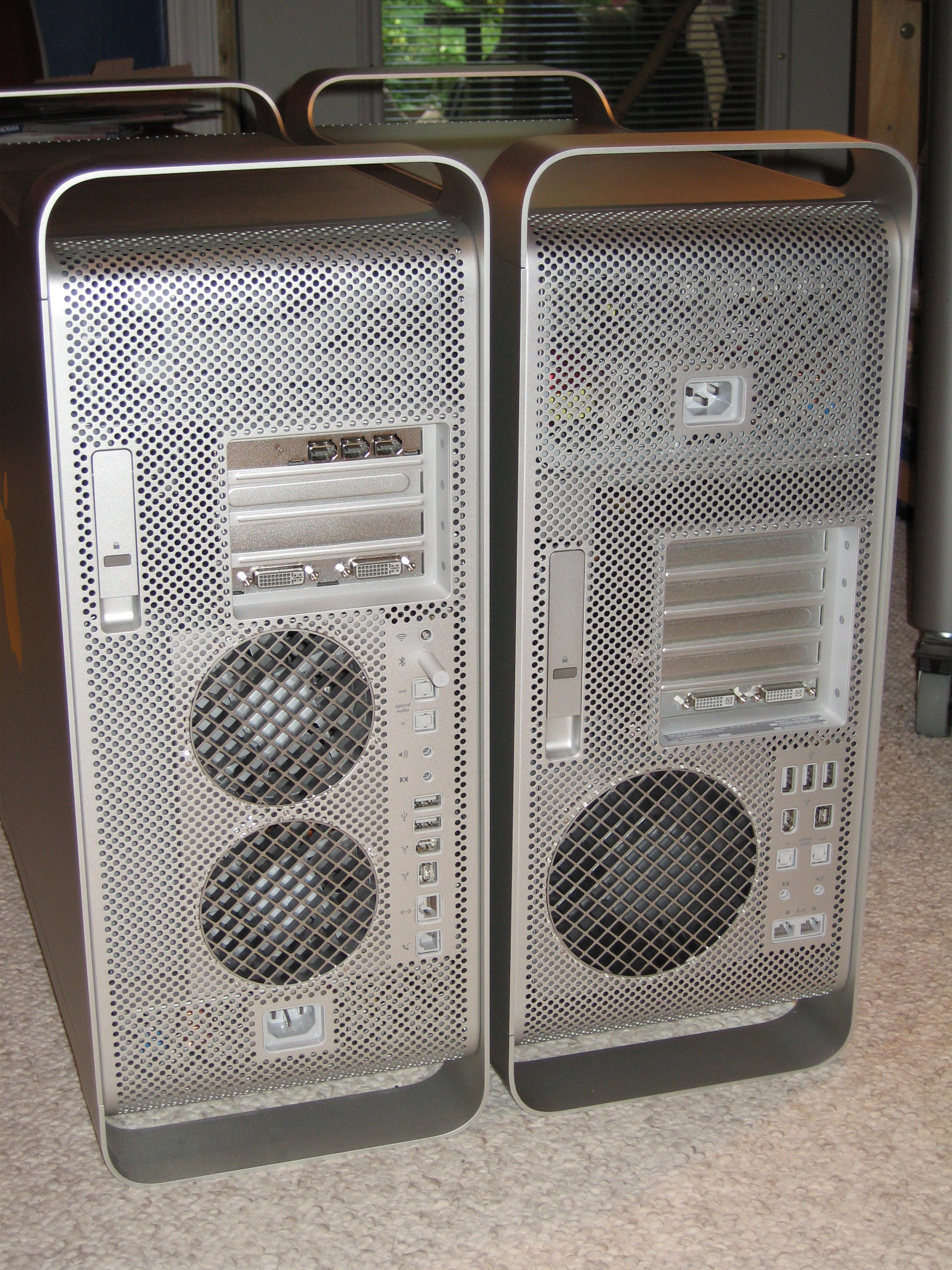
Rückseite: links Power Mac G5, rechts Mac Pro

### Prozessor
Jeder Mac Pro aus dem Jahr 2006 (Mac Pro 1.1) besitzt mindestens eine 64-Bit Intel Xeon CPU (Vierkernprozessoren, bis zu 3,2 GHz), oder zwei 64-Bit Intel Xeon CPUs (Doppelkernprozessoren, Nehalem 2,26 GHz, 2,66 GHz oder 2,93 GHz mit 8 MB L3-Cache), was zu einer Gesamtkernzahl von vier bzw. acht, bei späteren Modellen sechs bzw. zwölf Kernen führt. Die Taktfrequenz der beiden FSB beträgt bei den Modellen der ersten Generation 1,33 GHz; jeweils zwei Kerne teilen sich einen gemeinsamen (engl. “shared”) Level-3-Cache von 4 bzw. 8 MB.
Das Nachfolgemodell kann bis zu zwei Westmere 6-Kern-Prozessoren mit je 3,06 GHz besitzen.

### Arbeitsspeicher

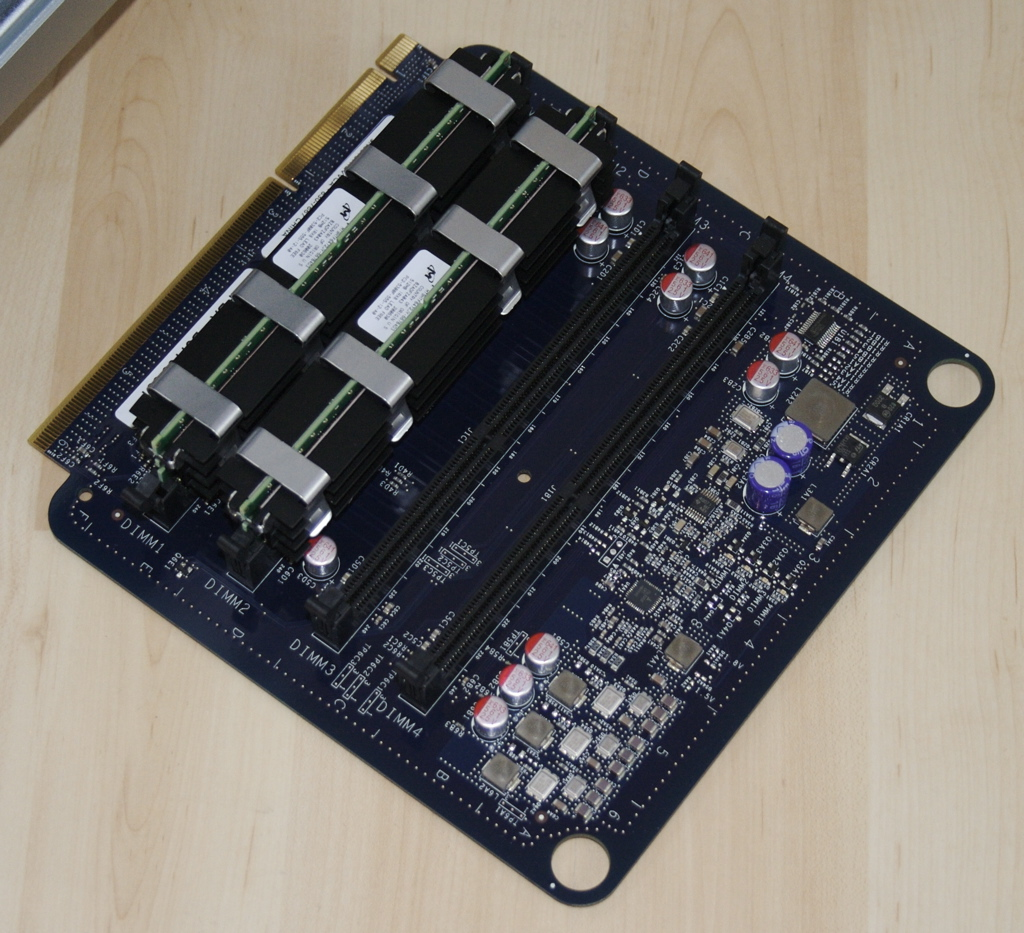
Riser-Karte für RAM-Bausteine

Der Mac Pro setzt DDR2-FBDIMM-RAMs mit 667 MHz und Fehlerkorrektur (ECC) ein, die dank des Intel-5000X-Chipsatzes je nach Bestückung im Einkanal-, Zweikanal- oder Dreikanalbetrieb genutzt werden. Die standardmäßige Ausstattung des Mac Pro sieht 1 GB RAM vor, die auf den acht vorhandenen Steckplätzen auf bis zu 64 GB (von Apple unterstütztes Limit) erweitert werden können. Je vier der RAM-Steckplätze befinden sich auf einer der zwei sogenannten Riser-Karten. Apple verbaut handelsübliche FB-DIMMs verschiedener Hersteller. Da FB-DIMMs bauartbedingt im Betrieb sehr warm werden, besitzen diese Speichermodule generell Kühlkörper. Apple unterstützt einen maximalen Speicherausbau von 64 GB in Form von acht 8-GB-Modulen, wobei generell maximal 8-GB-Module unterstützt werden. Allgemein ist es ratsam, bei Speicheraufrüstungen auf FB-DIMMs mit geringerem Stromverbrauch zu achten.
Ab dem Modelljahr 2010 (MacPro 4.1 und 5.1) werden nun DDR3-ECC-DIMMs mit bis zu 1333 MHz unterstützt. Es gibt auch nur eine Riser-Karte, auf welcher auch der Prozessor platziert ist. Je nachdem, ob es sich um eine Single oder Dual-CPU-Ausführung handelt, sind vier bzw. acht RAM-Steckplätze vorhanden. So variiert auch die maximale Arbeitsspeicherkapazität zwischen 48 und 128 GB.

### Grafik
Standardausstattung ist eine PCIe-Grafikkarte vom Typ ATI Radeon HD 2600XT.
An die ATI Radeon HD 5770 können aufgrund ihres Dual-Link-DVI-Anschlusses sowie den zwei Mini-DisplayPorts bis zu drei 30-Zoll-Apple Cinema Displays angeschlossen werden. Um an den Mac Pro weitere Bildschirme anzuschließen, kann man bis zu vier gleiche Karten verbauen.
Apple bietet außerdem gegen Aufpreis folgende Grafikkarten an: eine zweite ATI Radeon HD 5770 sowie eine ATI Radeon HD 5870 mit 1024 MB Grafikspeicher. Alle optionalen Grafikkarten benötigen eine aktive Kühlung; allerdings erhöhen sie durch die zusätzlichen Lüfter das Betriebsgeräusch.
Am 29. Oktober 2018 veröffentlichte Apple eine Liste mit offiziell unterstützten Grafikkarten, die in dem Mac Pro nachträglich verbaut werden können, um die zu dieser Zeit aktuelle Betriebssystemversion macOS 10.14 Mojave zu nutzen. Darunter die SAPPHIRE Radeon PULSE RX 580 8GB, die leistungsstärkste Karte aus der Liste, gefolgt von NVIDIA GeForce GTX 680 Mac Edition, MSI Gaming Radeon RX 560 4GB, NVIDIA Quadro K5000 für Mac und SAPPHIRE Radeon HD 7950 Mac Edition.
Grundsätzlich können im Mac Pro eine Vielzahl an PC-Grafikkarten verbaut werden, da eine Standard PCIe-Schnittstelle vorhanden ist. Jedoch erfolgt dann beim Hochfahren des Betriebssystems keine Bildausgabe, da dafür ein spezieller Bootloader benötigt wird. Erst im Betriebssystem stehen dann die nötigen Treiber zur Verfügung. Einige „PC-Modelle“ können aber nachträglich mit einem speziellen Bootloader geflasht werden und somit wird dann auch der Bootscreen angezeigt. Zusatzstecker für die externe Stromanschlüsse sind in Form von zwei Mini-6-Pin Buchsen auf dem LogicBoard vorhanden, welche mit einem Adapterkabel auf 2x 6-Pin oder 1x 8-Pin umgewandelt werden können. Somit steigt die maximale Leistung der einsetzbaren Grafikkarte auf 225 W (75 W vom Steckplatz, 75 W erster Stecker, 75 W zweiter Stecker).

### Laufwerke

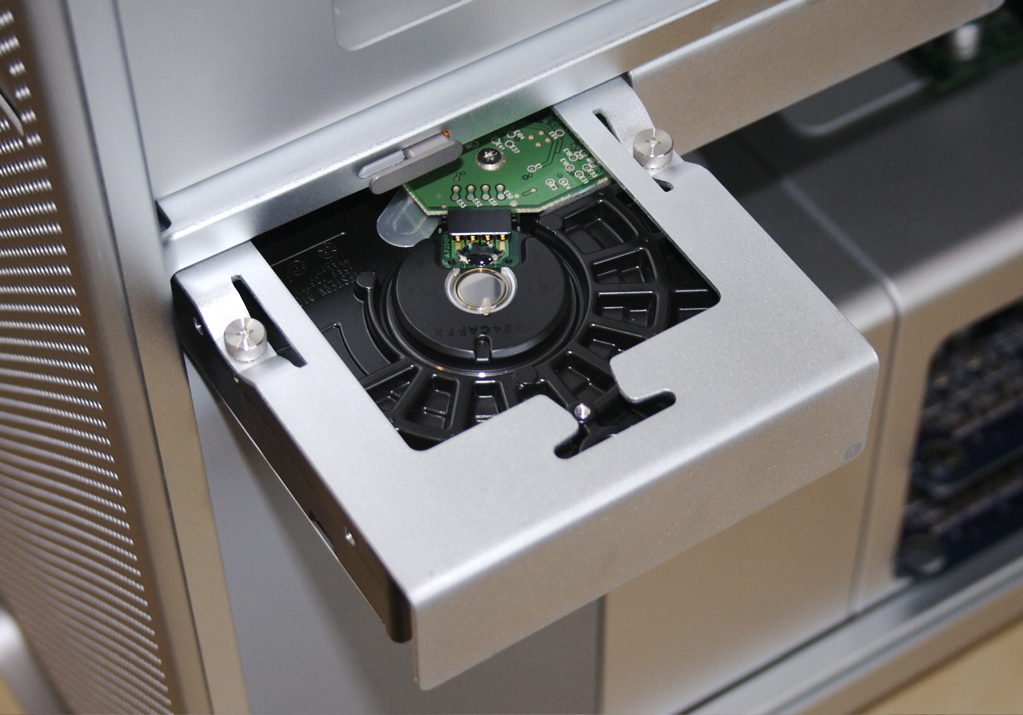
Kabelloser Festplatteneinschub

- Festplatte: Der Mac Pro enthält standardmäßig eine 1 TB große SATA-Festplatte mit 7200/min und 32 MB Cache. Es können ab Werk bis zu vier Festplatten mit je 2 TB eingebaut werden, wodurch bis zu 8 TB an Speicher zur Verfügung stehen. Zum Einbau werden die Festplatten auf Metallschienen festgeschraubt und kabellos eingeschoben. Außerdem kann man den Mac Pro mit insgesamt bis zu vier 512-GB-Solid-State-Drives bestücken, die deutlich schneller sind.
- Optische Laufwerke: Für die Verwendung optischer Datenträger ist im Mac Pro standardmäßig ein 18x SuperDrive-Laufwerk verbaut. Dieses liest alle gängigen CD- und DVD-Formate und beschreibt DVD±R, DVD+R DL, DVD±RW, CD-R und CD-RW. Ein zweiter Steckplatz für optische Laufwerke ist vorhanden. Blu-ray-fähige Laufwerke werden von Apple bislang nicht angeboten.

### Anschlüsse
- 2x 1000/100/10 MBit/s RJ-45 Netzwerkanschluss
- 5x USB 2.0 (davon zwei an der Frontseite)
- (2x USB 2.0 (an der Tastatur))
- 4x Firewire 800 (zwei an der Frontseite)
- Bluetooth 2.1 + EDR
- WLAN (AirportExtreme, standardmäßig installiert, bei älteren Modellen war es optional)
- 3,5 mm Kopfhöreranschluss
- optischer, digitaler Audio Ein-/Ausgang
- LineOut und LineIn (jeweils 3,5mm Klinke-Anschluss)

### Software
- Mac OS X 10.8 Mountain Lion (umfasst Spotlight, Dashboard, Mail, Messages, Safari, iTunes, QuickTime, iCal und weitere Software)
- iLife ’11 (umfasst iPhoto, iMovie, iDVD, iWeb, GarageBand)

### Technische Daten
Legende: Produktion eingestellt— Aktuell
Daten, die kursiv und grau geschrieben sind, können nur auf der Internetseite optional konfiguriert werden. Geräte mit solchen Sonderausstattungen werden oftmals als built-to-order (BTO) bezeichnet, weil sie pro Bestellung extra angefertigt werden, wodurch die Lieferzeit in der Regel länger ist.
| Modell                   | Mitte 2006 | Anfang 2007 | Anfang 2008 | Anfang 2009 | Mitte 2010 | Mitte 2012 |
| ------------------------ | --- | --- | --- | --- | --- | --- |
| Modellbezeichnung        | MacPro1,1 (A1186) | MacPro2,1 (A1186) | MacPro3,1 (A1186) | MacPro4,1 (A1289) | MacPro5,1 (A1289) | MacPro5,1 (A1289) |
| Prozessor                | 2 x 2,66 GHz Intel Xeon 5150 (Dual Core) 2 x 2 GHz Intel Xeon 5130 (Dual Core) 2x 3 GHz Intel Xeon 5160 (Dual Core) | 2 x 3 GHz Intel Xeon X5365 (Quad Core) | Intel Xeon 2,8 GHz E5462 (Quad Core) 2 x 2,8 GHz Intel Xeon E5462 (Quad Core) 2 x 3 GHz Intel Xeon E5472 (Quad Core) 2 x 3,2 GHz Intel Xeon X5482 (Quad Core)                                                                       | Intel Xeon 2,66 GHz W3520 (Quad Core) 2,93 GHz Intel Xeon W3540 (Quad Core) 3,33 GHz Intel Xeon W3580 (Quad Core) 2 x 2,26 GHz Intel Xeon E5520 (Quad Core) 2 x 2,66 GHz Intel Xeon X5550 (Quad Core) 2 x 2,93 GHz Intel Xeon X5570 (Quad Core) | Intel Xeon 2,8 GHz W3530 (Quad Core) 3,2 GHz Intel Xeon W3565 (Quad Core) 3,33 GHz Intel Xeon W3680 (Six Core) 2 x 2,4 GHz Intel Xeon E5620 (Quad Core) 2 x 2,66 GHz Intel Xeon X5650 (Six Core) 2 x 2,93 GHz Intel Xeon X5670 (Six Core) | Intel Xeon 3,2 GHz Intel Xeon W3565 (Quad Core) 3,33 GHz Intel Xeon W3680 (Six Core) 2 x 2,4 GHz Intel Xeon E5645 (Six Core) 2 x 2,66 GHz Intel Xeon X5650 (Six Core) 2 x 3,06 GHz Intel Xeon X5675 (Six Core)      |
| Grafikkarte              | Nvidia GeForce 7300 GT mit 256 MB VRAM ATI Radeon 1900 XT mit 512 MB VRAM Nvidia Quadro FX 4500 mit 512 MB VRAM | Nvidia GeForce 7300 GT mit 256 MB VRAM ATI Radeon 1900 XT mit 512 MB VRAM Nvidia Quadro FX 4500 mit 512 MB VRAM | ATI Radeon HD 2600 XT mit 256 MB VRAM Nvidia GeForce 8800 GT mit 512 MB VRAM Nvidia Quadro FX 5600 mit 1,5 GB VRAM | Nvidia GeForce 120 GT mit 512 MB VRAM ATI Radeon HD 4870 mit 512 MB VRAM | ATI Radeon HD 5770 mit 1024 MB VRAM ATI Radeon HD 5870 mit 1024 MB VRAM | ATI Radeon HD 5770 mit 1024 MB VRAM ATI Radeon HD 5870 mit 1024 MB VRAM |
| Festplatte               | 250 GB 7200rpm SATA 2.0 HDD 160 GB SATA 2.0 HDD 500 GB SATA 2.0 HDD 750 GB SATA 2.0 HDD | 250 GB 7200rpm SATA 2.0 HDD 500 GB SATA 2.0 HDD 750 GB SATA 2.0 HDD | 320 GB 7200rpm SATA 2.0 HDD 500 GB SATA 2.0 HDD 750 GB SATA 2.0 HDD 1 TB SATA 2.0 HDD 300 GB SAS HDD (15000rpm) | 640 GB 7200rpm SATA 2.0 HDD 1 TB SATA 2.0 HDD 2 TB SATA 2.0 HDD | 1 TB 7200rpm SATA 2.0 HDD 2 TB SATA 2.0 HDD 512 GB SATA SSD | 1 TB 7200rpm SATA 2.0 HDD 2 TB SATA 2.0 HDD 512 GB SATA SSD |
| Arbeitsspeicher          | 1 GB 667 MHz DDR2-ECC-SDRAM Erweiterbar bis max. 32 GB (offiziell bis max. 16 GB) | 2 GB 667 MHz DDR2-ECC-SDRAM Erweiterbar bis max. 32 GB (offiziell bis max. 16 GB) | 2 GB 800 MHz DDR2-ECC-SDRAM Erweiterbar bis max. 64 GB (offiziell bis max. 32 GB) | 3 GB 1066 MHz DDR3-ECC-SDRAM Erweiterbar bis max. 48 GB (Quad core) und max. 128 GB (8-core) (offiziell bis max. 16 GB (Quad core) und 32 GB (8-core))                                                                                          | 3 GB 1066 MHz/1333 MHz DDR3-ECC-SDRAM Erweiterbar bis max. 48 GB (Quad core und 6-core) und max. 128 GB (8-core und 12-core) (offiziell bis max. 32 GB (Quad core und 6-core) und 64 GB (8-core und 12-core))                             | 6 GB 1066 MHz/1333 MHz DDR3-ECC-SDRAM Erweiterbar bis max. 48 GB (Quad core und 6-core) und max. 128 GB (12-core) (offiziell bis max. 32 GB (Quad core) und 64 GB (12-core))                                        |
| Optisches Laufwerk       | 16× SuperDrive (DVD±R DL/DVD±RW/CD-RW) | 16× SuperDrive (DVD±R DL/DVD±RW/CD-RW) | 16× SuperDrive (DVD±R DL/DVD±RW/CD-RW) | 18× SuperDrive (DVD±R DL/DVD±RW/CD-RW) | 18× SuperDrive (DVD±R DL/DVD±RW/CD-RW) | 18× SuperDrive (DVD±R DL/DVD±RW/CD-RW) |
| Funkverbindungen         | Optional AirPort Extreme (802.11a/b/g/n) Optional Bluetooth 2.0+EDR | Optional AirPort Extreme (802.11a/b/g/n) Optional Bluetooth 2.0+EDR | Bluetooth 2.0+EDR Optional AirPort Extreme (802.11a/b/g/n) | Bluetooth 2.1+EDR Optional AirPort Extreme (802.11a/b/g/n) | AirPort Extreme (802.11a/b/g/n) Bluetooth 2.1+EDR | AirPort Extreme (802.11a/b/g/n) Bluetooth 2.1+EDR |
| Anschlüsse               | 5× USB 2.0 2× Firewire 400 2× Firewire 800 1× 3,5mm Audio-Eingang (hinten) 2× 3,5mm Audio-Ausgang (hinten und vorne) 1× Optischer S/PDIF (Toslink) Eingang 1× Optischer S/PDIF (Toslink) Ausgang 2x 10/100/1000BASE-T Ethernet-Port | 5× USB 2.0 2× Firewire 400 2× Firewire 800 1× 3,5mm Audio-Eingang (hinten) 2× 3,5mm Audio-Ausgang (hinten und vorne) 1× Optischer S/PDIF (Toslink) Eingang 1× Optischer S/PDIF (Toslink) Ausgang 2x 10/100/1000BASE-T Ethernet-Port | 5× USB 2.0 2× Firewire 400 2× Firewire 800 1× 3,5mm Audio-Eingang (hinten) 2× 3,5mm Audio-Ausgang (hinten und vorne) 1× Optischer S/PDIF (Toslink) Eingang 1× Optischer S/PDIF (Toslink) Ausgang 2x 10/100/1000BASE-T Ethernet-Port | 5× USB 2.0 4× Firewire 800 1× 3,5mm Audio-Eingang (hinten) 2× 3,5mm Audio-Ausgang (hinten und vorne) 1× Optischer S/PDIF (Toslink) Eingang 1× Optischer S/PDIF (Toslink) Ausgang 2x 10/100/1000BASE-T Ethernet-Port                             | 5× USB 2.0 4× Firewire 800 1× 3,5mm Audio-Eingang (hinten) 2× 3,5mm Audio-Ausgang (hinten und vorne) 1× Optischer S/PDIF (Toslink) Eingang 1× Optischer S/PDIF (Toslink) Ausgang 2x 10/100/1000BASE-T Ethernet-Port                       | 5× USB 2.0 4× Firewire 800 1× 3,5mm Audio-Eingang (hinten) 2× 3,5mm Audio-Ausgang (hinten und vorne) 1× Optischer S/PDIF (Toslink) Eingang 1× Optischer S/PDIF (Toslink) Ausgang 2x 10/100/1000BASE-T Ethernet-Port |
| Aktuelles Betriebssystem | Mac OS X Lion 10.7.5 | Mac OS X Lion 10.7.5 | OS X El Capitan 10.11.6 | OS X El Capitan 10.11.6 | macOS Mojave 10.14.6 mit Metal-kompatibler Grafikkarte, ansonsten macOS High Sierra 10.13.6 | macOS Mojave 10.14.6 mit Metal-kompatibler Grafikkarte, ansonsten macOS High Sierra 10.13.6 |
| Gewicht                  | 19,2 kg | 19,2 kg | 19,2 kg | 18.1 kg (Quad core), 18.7 kg (8-core) | 18.1 kg (Quad core), 18.7 kg (8-core) | 18.1 kg (Quad core), 18.7 kg (8-core) |
| Abmessungen (H×B×L)      | 51,05 cm x 20,57 cm x 47,5 cm | 51,05 cm x 20,57 cm x 47,5 cm | 51,05 cm x 20,57 cm x 47,5 cm | 51,05 cm x 20,57 cm x 47,5 cm | 51,05 cm x 20,57 cm x 47,5 cm | 51,05 cm x 20,57 cm x 47,5 cm |

## 2. Generation
Der Mac Pro der zweiten Generation wurde vom 19. Dezember 2013 bis zum 10. Dezember 2019 von Apple angeboten. Äußerlich zeichnet sich der MacPro 6,1 durch ein Gehäuse in Form eines Zylinders aus eloxiertem Aluminium aus. Interne Komponenten konnten hier nur noch in sehr geringem Umfang getauscht werden, Steckplätze für Erweiterungskarten waren gar nicht mehr vorgesehen. Das Konzept sah hingegen vor, dass Erweiterungen über die 6 Thunderbolt 2-Schnittstellen erfolgen sollten.

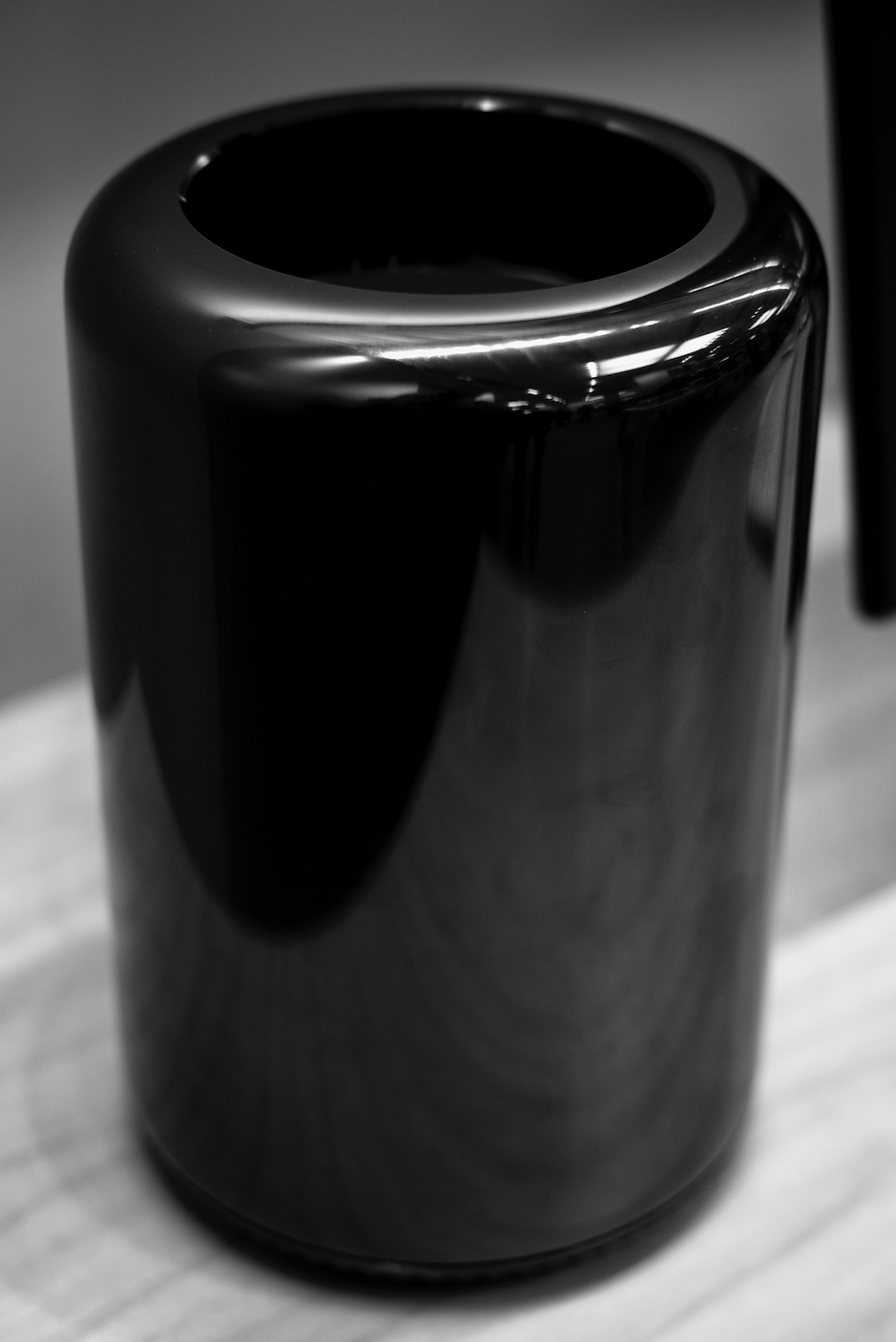
Mac Pro (2013)
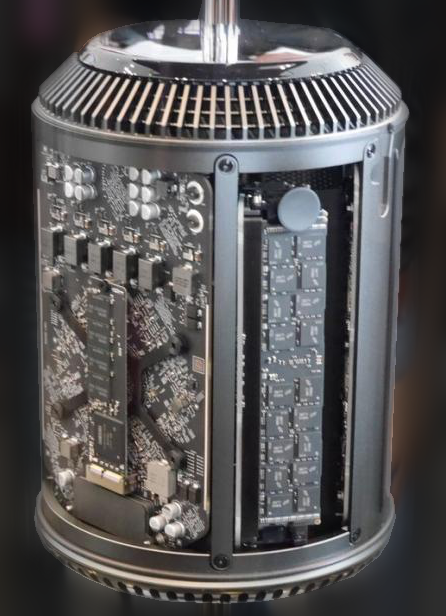
Der Mac Pro (2013) mit geöffnetem Gehäuse
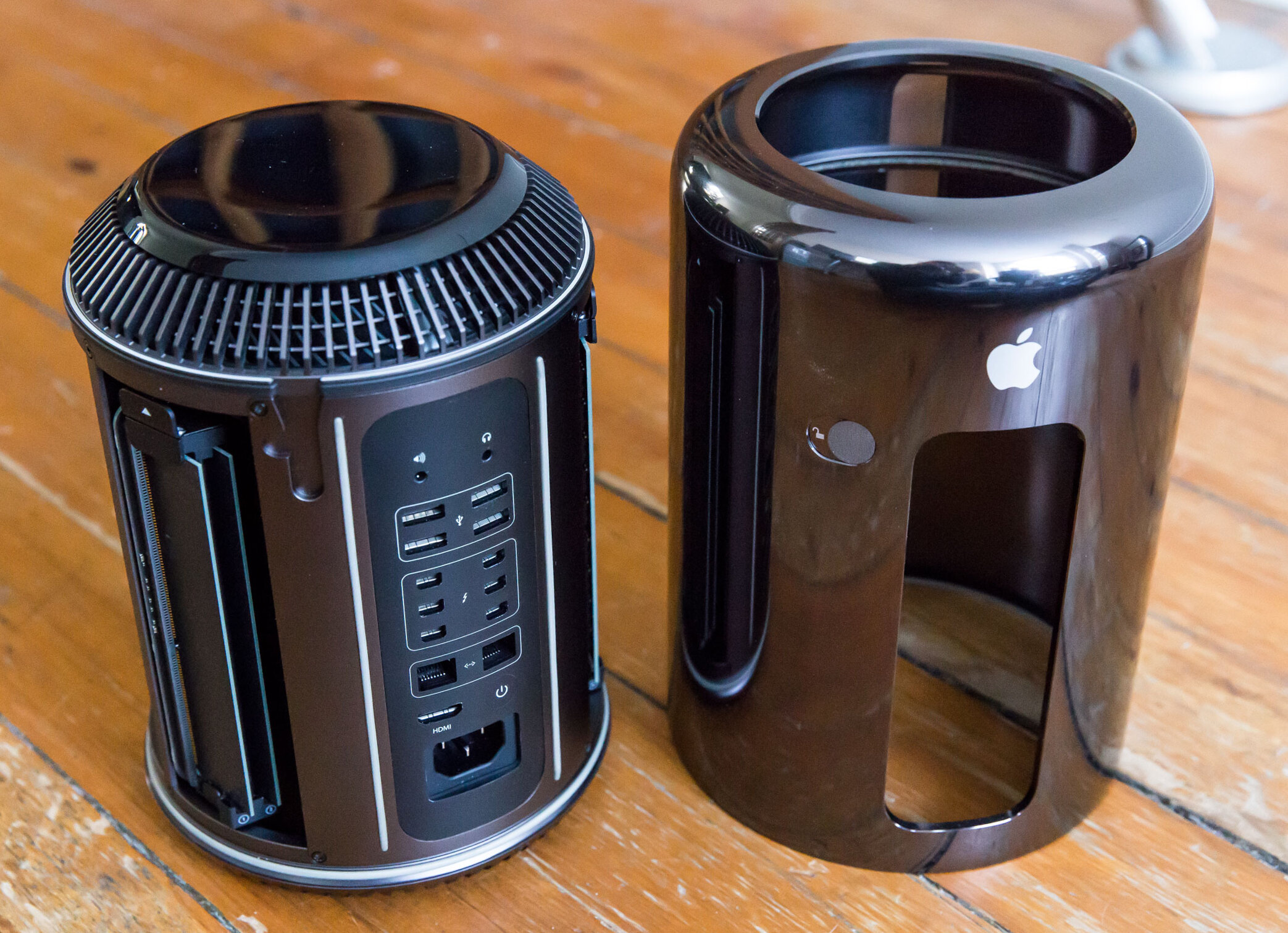
Die Anschlüsse des Mac Pro

### Prozessor
Der 2013er-Mac-Pro besitzt einen 64-Bit Intel Xeon Prozessor der Baureihe E5 (Ivy Bridge). Ausstattungsmöglichkeiten sind:
- 4-Core-Prozessor (E5-1620 v2), 3,7 (3,9) GHz mit 10 MB L3-Cache,
- 6-Core-Prozessor (E5-1650 v2), 3,5 (3,9) GHz mit 12 MB L3-Cache,
- 8-Core-Prozessor (E5-1680 v2), 3,0 (3,9) GHz mit 25 MB L3-Cache oder
- 12-Core-Prozessor (E5-2697 v2), 2,7 (3,5) GHz mit 30 MB L3-Cache.

### RAM
Der Mac Pro setzt DDR3-RAMs mit 1866 MHz und Fehlerkorrektur (ECC) ein (wichtig für den Betrieb mit ZFS). Die standardmäßige Ausstattung des Mac Pro sieht je nach Modell 12 GB oder 16 GB RAM vor, die auf den vier vorhandenen Steckplätzen auf bis zu 64 GB (von Apple unterstütztes Limit) erweitert werden können. Apple unterstützt einen maximalen Speicherausbau von 64 GB in Form von vier 16-GB-Modulen. Seit dem Frühjahr 2014 werden von Drittanbietern (Transcend, Other World Computing (OWC)) allerdings auch Module mit einer Kapazität von 32 GB angeboten, wodurch der maximale Speicherausbau auf insgesamt 128 GB steigt.

### Grafik
Standardausstattung sind Dual-Grafikkarten vom Typ AMD FirePro D300 mit je 2048 MB GDDR5-Grafikspeicher. Es war von Apple nicht vorgesehen, dass diese vom Benutzer ausgetauscht werden können, jedoch haben Drittanbieter dies zwischenzeitlich angeboten.
An die Thunderbolt-Anschlüsse können bis zu sechs 27-Zoll-Apple-Thunderbolt-Bildschirme oder bis zu drei 4K-Monitore angeschlossen werden, außerdem gibt es einen HDMI-Anschluss.
Apple bot gegen Aufpreis folgende Grafikkarten-Varianten an:
- Dual AMD FirePro D500 mit 3072 MB Grafikspeicher sowie
- Dual AMD FirePro D700 mit 6144 MB Grafikspeicher.

Die Variante der FirePro D300 wurde ab dem 4. April 2017 nicht mehr von Apple angeboten. Ab diesem Zeitpunkt konnten sich Käufer nur noch zwischen der FirePro D500 und der FirePro D700 entscheiden.

### Festplatte
Bei dem Mac-Pro-Modell von 2013 wird als Massenspeicher bzw. Systemspeicher nur noch PCIe-basierter Flash-Speicher verwendet. Standardmäßig stehen 256 GB zur Verfügung. Optional kann man auch 512 GB oder 1 TB wählen. Der Flash-Speicher ist eines der wenigen Teile, die beim neuen Mac Pro noch vom Benutzer selbst gewechselt werden können.

### Optische Laufwerke
Seit dem Mac Pro 2013 wird kein optisches Laufwerk mehr verbaut.
Es können aber optische Laufwerke über USB angeschlossen werden.

### Anschlüsse
- Line Out (Kombinierter optisch-digitaler Audioausgang/analoger Line-Ausgang; 3,5-mm-Klinke)
- Headphone Out (analoger Kopfhörerausgang; 3,5-mm-Klinke)
- 4× USB 3.0
- 6× Thunderbolt 2
- 2× Gigabit-Ethernet-RJ-45-Netzwerkanschluss
- HDMI 1.4 Ultra-HD
- Bluetooth 4.0
- WLAN (802.11ac, kompatibel mit IEEE 802.11a/b/g/n)

### Software
- OS X Mavericks
- iLife ’13 (umfasst iPhoto, iMovie, GarageBand)
- iWork '13 (umfasst Pages, Numbers, Keynote)

### Technische Daten
Legende: Produktion eingestellt— Aktuell
- Ein blauer Punkt vor einer Spezifikation zeigt eine der verschiedenen Optionen, die es für die Konfiguration gibt.

Daten, die kursiv und grau geschrieben sind, können nur auf der Internetseite optional konfiguriert werden. Geräte mit solchen Sonderausstattungen werden oftmals als built-to-order (BTO) bezeichnet, weil sie pro Bestellung extra angefertigt werden, wodurch die Lieferzeit in der Regel länger ist.
| Modell                   | Ende 2013 | Ende 2013 | Ende 2013 | Ende 2013 |
| ------------------------ | --- | --- | --- | --- |
| Modellbezeichnung        | MacPro6,1 (A1481) | MacPro6,1 (A1481) | MacPro6,1 (A1481) | MacPro6,1 (A1481) |
| Modellnummer             | ME253LL/A | MD878LL/A | MQGG2LL/A | BTO |
| Prozessor                | Intel Ivy Bridge 4 Kerne Xeon E5-1620 v2 mit 3,7 GHz und 10 MB L3                                                                                | Intel Ivy Bridge 6 Kerne Xeon E5-1650 v2 mit 3,5 GHz und 12 MB L3                                                                                | Intel Ivy Bridge 8 Kerne Xeon E5-1680 v2 mit 3,0 GHz und 25 MB L3                                                                                | Intel Ivy Bridge 12 Kerne Xeon E5-2697 v2 mit 2,7 GHz und 30 MB L3                                                                               |
| Grafikkarte              | 2× AMD FirePro D300 mit 2× 2 GB GDDR5 SDRAM | 2× AMD FirePro D500 mit 2× 3 GB GDDR5 SDRAM | 2× AMD FirePro D700 mit 2× 6 GB GDDR5 SDRAM | 2× AMD FirePro D700 mit 2× 6 GB GDDR5 SDRAM |
| Festplatte               | 1 PCIe Flash (SSD)-Speichermodul mit 256 GB Kapazität (optional 512 GB oder 1 TB) keine weiteren internen Festplatten möglich                    | | | |
| Arbeitsspeicher          | 12 GB 1866 MHz-ECC-DDR3-SDRAM (bis zu 64 GB, inoffiziell bis zu 128 GB)                                                                          | 16 GB 1866 MHz-ECC-DDR3-SDRAM (bis zu 64 GB, inoffiziell bis zu 128 GB)                                                                          | 12 oder 16 GB 1866 MHz-ECC-DDR3-SDRAM (bis zu 64 GB, inoffiziell bis zu 128 GB)                                                                  | 12 oder 16 GB 1866 MHz-ECC-DDR3-SDRAM (bis zu 64 GB, inoffiziell bis zu 128 GB)                                                                  |
| Funkverbindungen         | Wi-Fi 5, Bluetooth 4.0 | Wi-Fi 5, Bluetooth 4.0 | Wi-Fi 5, Bluetooth 4.0 | Wi-Fi 5, Bluetooth 4.0 |
| Anschlüsse               | 4× USB 3.0, Audio Aus- und Eingang (Ausgang: kombinierter optisch-digitaler/analoger Ausgang) 2× Gigabit-Ethernet, 6× Thunderbolt 2, 1× HDMI 1.4 | 4× USB 3.0, Audio Aus- und Eingang (Ausgang: kombinierter optisch-digitaler/analoger Ausgang) 2× Gigabit-Ethernet, 6× Thunderbolt 2, 1× HDMI 1.4 | 4× USB 3.0, Audio Aus- und Eingang (Ausgang: kombinierter optisch-digitaler/analoger Ausgang) 2× Gigabit-Ethernet, 6× Thunderbolt 2, 1× HDMI 1.4 | 4× USB 3.0, Audio Aus- und Eingang (Ausgang: kombinierter optisch-digitaler/analoger Ausgang) 2× Gigabit-Ethernet, 6× Thunderbolt 2, 1× HDMI 1.4 |
| Aktuelles Betriebssystem | macOS Monterey 12.7.5 | macOS Monterey 12.7.5 | macOS Monterey 12.7.5 | macOS Monterey 12.7.5 |
| Gewicht                  | 5 kg | 5 kg | 5 kg | 5 kg |
| Abmessungen(H × ø)       | 25,1 × 16,7 cm | 25,1 × 16,7 cm | 25,1 × 16,7 cm | 25,1 × 16,7 cm |

## 3. Generation

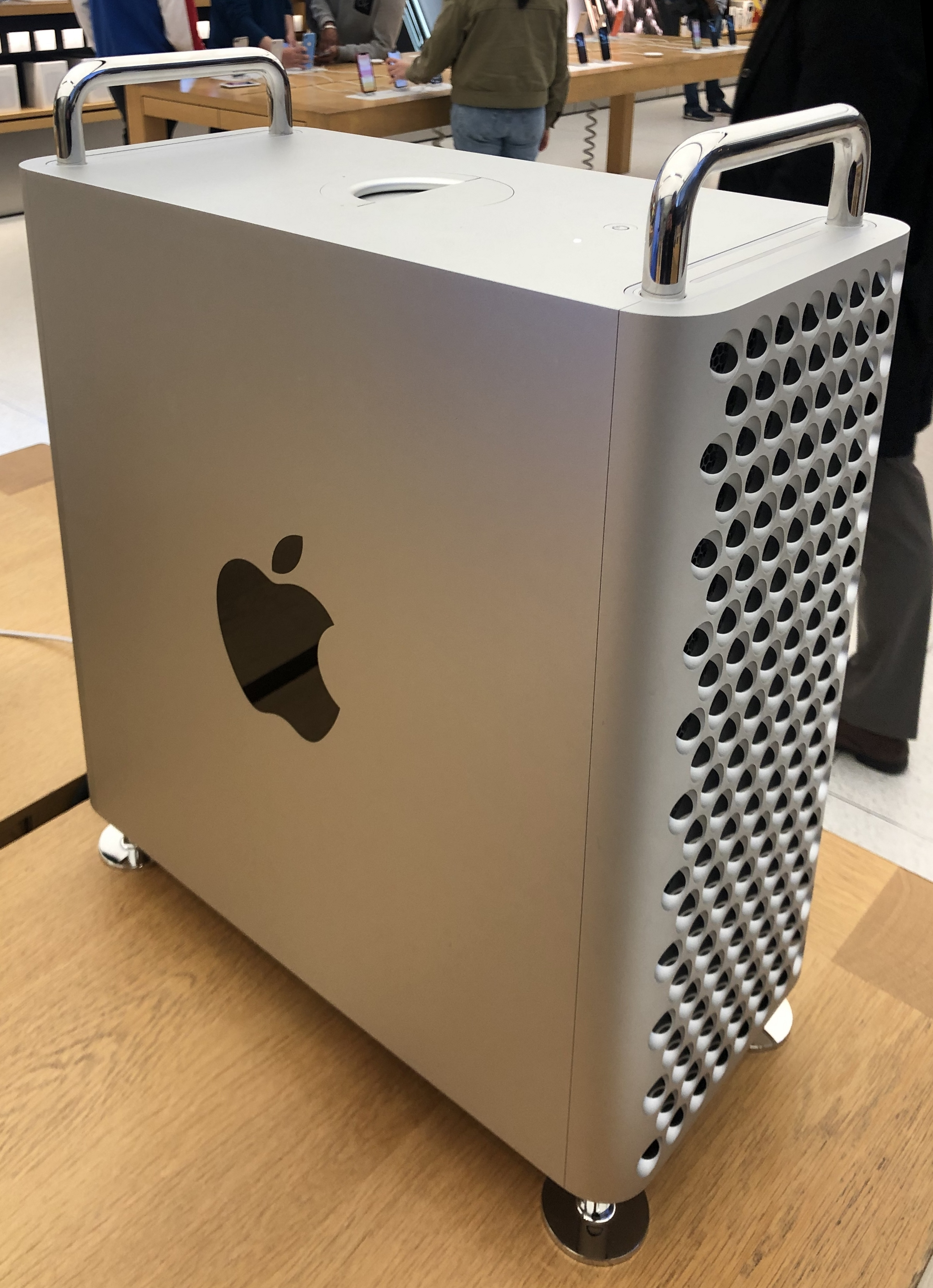
Ein Mac Pro der dritten Generation (seit 2019)

Die dritte Generation des Mac Pro wurde zusammen mit dem Apple Pro Display XDR auf der WWDC 2019 am 3. Juni vorgestellt. Das Gehäuse weist große Ähnlichkeiten zur 1. Generation auf, wodurch es wieder möglich ist, viele einzelne Komponenten auszutauschen und Steckplätze zu belegen, um die Möglichkeiten zu erweitern. Auch er wird von der Fachwelt aufgrund seines Designs manchmal scherzhaft als Käsereibe bezeichnet.
Der Mac Pro verfügt über bis zu 28 Kerne und eine SSD mit einer Kapazität von bis zu 4 TB.

### Software
- macOS Big Sur

### Technische Daten
Legende: Produktion eingestellt/noch nicht begonnen— Aktuell
- Ein blauer Punkt vor einer Spezifikation zeigt eine der verschiedenen Optionen, die es für die Konfiguration gibt.

Daten, die kursiv und grau geschrieben sind, können nur auf der Internetseite optional konfiguriert werden. Geräte mit solchen Sonderausstattungen werden oftmals als built-to-order (BTO) bezeichnet, weil sie pro Bestellung extra angefertigt werden, wodurch die Lieferzeit in der Regel länger ist.
| Modell                   | 2019                                            |
| ------------------------ | ----------------------------------------------- |
| Modellbezeichnung        | MacPro7,1                                       |
| Modellnummer             |                                                 |
| Prozessor                | Intel Xeon W (8, 12, 16, 24 oder 28 Kerne)      |
| Grafikkarte              | AMD Radeon 580 Pro (bis AMD Radeon Vega II Duo) |
| Festplatte               | 256 GB NVMe (bis zu 8192 GB)                    |
| Arbeitsspeicher          | 32 GB, 2933 MHz-ECC-DDR4-SDRAM (bis zu 1,5 TB)  |
| Funkverbindungen         |                                                 |
| Anschlüsse               | Thunderbolt 3                                   |
| Aktuelles Betriebssystem | macOS Ventura                                   |
| Gewicht                  | 18 kg                                           |
| Abmessungen(H×B×L)       | 52,9 × 21,8 × 45 cm                             |

## 4. Generation
Die 4. Generation der Mac Pro Serie wurde am 5. Juni 2023 auf der WWDC von Apple offiziell vorgestellt. Das Gerät ist mit einem Preis ab 6999 Dollar (USA, ohne Steuern), 7199 Franken (Schweiz), 8051 € (Luxemburg), 8299 € (Deutschland, Österreich), 8399 € (Belgien) bzw. 8499 € (Italien) seit dem 13. Juni 2023 erhältlich. Neu ist der M2 Ultra Prozessor, der jetzt im Mac Pro verbaut worden ist.

## Kompatible Betriebssysteme
| Kompatible MacOS-Versionen | Kompatible MacOS-Versionen                                | Kompatible MacOS-Versionen | Kompatible MacOS-Versionen                    | Kompatible MacOS-Versionen | Kompatible MacOS-Versionen | Kompatible MacOS-Versionen | Kompatible MacOS-Versionen | Kompatible MacOS-Versionen |
| OS Version                 | Intel                                                     | Intel                      | Intel                                         | Intel                      | Intel                      | Intel                      | Intel                      | Apple Silicon              |
| OS Version                 | Mid 2006                                                  | Early 2008                 | Early 2009                                    | Mid 2010                   | Mid 2012                   | Late 2013                  | 2019                       | 2023                       |
| -------------------------- | --------------------------------------------------------- | -------------------------- | --------------------------------------------- | -------------------------- | -------------------------- | -------------------------- | -------------------------- | -------------------------- |
| 10.4 Tiger                 | 10.4.7                                                    | —                          | —                                             | —                          | —                          | —                          | —                          | —                          |
| 10.5 Leopard               | J                                                         | 10.5.1                     | 10.5.6                                        | —                          | —                          | —                          | —                          | —                          |
| 10.6 Snow Leopard          | J                                                         | J                          | J                                             | 10.6.4                     | —                          | —                          | —                          | —                          |
| 10.7 Lion                  | Ab 2GB RAM                                                | J                          | J                                             | J                          | 10.7.4                     | —                          | —                          | —                          |
| 10.8 Mountain Lion         | Patch                                                     | J                          | J                                             | J                          | J                          | —                          | —                          | —                          |
| 10.9 Mavericks             | Mit unterstütztem Grafik-Chip oder ATI X1900 XT und Patch | J                          | J                                             | J                          | J                          | 10.9.1                     | —                          | —                          |
| 10.10 Yosemite             | Mit unterstütztem Grafik-Chip und Patch                   | J                          | J                                             | J                          | J                          | J                          | —                          | —                          |
| 10.11 El Capitan           | Mit unterstütztem Grafik-Chip und Patch                   | J                          | J                                             | J                          | J                          | J                          | —                          | —                          |
| 10.12 Sierra               | N                                                         | Patch                      | Patch                                         | J                          | J                          | J                          | —                          | —                          |
| 10.13 High Sierra          | N                                                         | Patch                      | Patch                                         | J                          | J                          | J                          | —                          | —                          |
| 10.14 Mojave               | N                                                         | Patch                      | Mit 5.1-Firmware, Metal-fähiger GPU und Patch | Mit Metal-fähiger GPU      | Mit Metal-fähiger GPU      | J                          | —                          | —                          |
| 10.15 Catalina             | N                                                         | Patch                      | Patch                                         | Patch                      | Patch                      | J                          | 10.15.1                    | —                          |
| 11 Big Sur                 | N                                                         | Patch                      | Patch                                         | Patch                      | Patch                      | J                          | J                          | —                          |
| 12 Monterey                | N                                                         | Patch                      | Patch                                         | Patch                      | Patch                      | J                          | J                          | —                          |
| 13 Ventura                 | N                                                         | Patch                      | Patch                                         | Patch                      | Patch                      | Patch                      | J                          | 13.4                       |
| 14 Sonoma                  | N                                                         | Patch                      | Patch                                         | Patch                      | Patch                      | Patch                      | J                          | J                          |
| 15 Sequoia                 | N                                                         | N                          | N                                             | N                          | N                          | N                          | J                          | J                          |
| 26 Tahoe                   | N                                                         | N                          | N                                             | N                          | N                          | N                          | J                          | J                          |